# Cinnyris
Cinnyris (лат.) — род птиц из семейства нектарницевых.

## Описание
К этому роду относятся птицы средних размеров с тонкими клювом, который может быть разной длины и степени изогнутости. Самки и самцы всех видов различаются по окраске оперения.

## Этимология
Название Cinnyris происходит от др.-греч. κιννυρίς, неизвестной маленькой птицы, упомянутой Исихием Александрийским.

## Классификация
Род был описан французским натуралистом Жоржем Кювье в 1816 году.

## Список видов
Род насчитывает 64 вида:
- Ошейниковая нектарница Cinnyris afer (Linnaeus, 1766)
- Пурпуровая нектарница или Азиатская нектарница Cinnyris asiaticus (Latham, 1790)
- Cinnyris aurora (Tweeddale, 1878)
- Одноцветная нектарница Cinnyris batesi Ogilvie-Grant, 1908
- Пурпурнополосая нектарница Cinnyris bifasciatus (Shaw, 1812)
- Оранжевохохлая нектарница Cinnyris bouvieri Shelley, 1877
- Сумбанская нектарница Cinnyris buettikoferi Hartert, 1896
- Cinnyris chalcomelas Reichenow, 1905
- Синегалстучная нектарница Cinnyris chalybeus (Linnaeus, 1766)
- Изумрудная нектарница Cinnyris chloropygius (Jardine, 1842)
- Cinnyris clementiae Lesson, RP, 1827
- Саванновая нектарница Cinnyris coccinigastrus (Latham, 1801)
- Коморская нектарница Cinnyris comorensis W.Peters, 1864
- Чернобрюхая нектарница Cinnyris congensis (Oort, 1910)
- Нефритовая нектарница Cinnyris coquerellii (Hartlaub, 1860)
- Медная нектарница Cinnyris cupreus (Shaw, 1812)
- Сейшельская нектарница Cinnyris dussumieri (Hartlaub, 1861)
- Красногрудка нектарница Cinnyris erythrocercus (Hartlaub, 1857)
- Cinnyris frenatus (Müller, S, 1843)
- Cinnyris fuelleborni Reichenow, 1899
- Дымчатая нектарница Cinnyris fuscus Vieillot, 1819
- Cinnyris gertrudis Grote, 1926
- Блестящая нектарница Cinnyris habessinicus (Hemprich et Ehrenberg, 1828)
- Cinnyris hellmayri Neumann, 1904
- Cinnyris hofmanni Reichenow, 1915
- Нектарница Хумблота Cinnyris humbloti Milne-Edwards et Oustalet, 1885
- Cinnyris idenburgi Rand, 1940
- Cinnyris infrenatus Hartert, EJO, 1903
- Нектарница Иоанны Cinnyris johannae J.Verreaux et E.Verreaux, 1851
- Желтогорлая нектарница Cinnyris jugularis (Linnaeus, 1766)
- Кустарниковая нектарница Cinnyris lotenius (Linnaeus, 1766)
- Оранжевобрюхая нектарница Cinnyris loveridgei Hartert, 1922
- Cinnyris ludovicensis (Bocage, 1868)
- Cinnyris manoensis Reichenow, 1907
- Зеленоспинная нектарница Cinnyris mariquensis A.Smith, 1836
- Синепоясничная нектарница Cinnyris mediocris Shelley, 1885
- Cinnyris melanogastrus (Fischer, GA & Reichenow, 1884)
- Нектарница-крошка Cinnyris minullus Reichenow, 1899
- Банановая нектарница Cinnyris moreaui W.L.Sclater, 1933
- Оранжевогрудая нектарница Cinnyris nectarinioides Richmond, 1897
- Мозамбикская нектарница Cinnyris neergaardi Grant, 1908
- Темно-зеленая нектарница Cinnyris notatus (Statius Müller, 1776)
- Cinnyris ornatus Lesson, RP, 1827
- Палестинская нектарница Cinnyris osea Bonaparte, 1856
- Ангольская нектарница Cinnyris oustaleti (Bocage, 1878)
- Фиолетовогрудая нектарница Cinnyris pembae Reichenow, 1905
- Cinnyris prigoginei Macdonald, 1958
- Нектарница-эльф Cinnyris pulchellus (Linnaeus, 1766)
- Регальская нектарница Cinnyris regius Reichenow, 1893
- Золотокрылая нектарница Cinnyris reichenowi Sharpe, 1891
- Кровавогрудая нектарница Cinnyris rockefelleri Chapin, 1932
- Cinnyris rufipennis (Jensen, 1983)
- Двуошейниковая нектарница Cinnyris shelleyi Alexander, 1899
- Солнечная нектарница Cinnyris solaris (Temminck, 1825)
- Мадагаскарская нектарница Cinnyris sovimanga (Gmelin, 1788)
- Cinnyris stuhlmanni Reichenow, 1893
- Нектарница-красотка Cinnyris superbus (Shaw, 1812)
- Белобрюхая нектарница Cinnyris talatala A.Smith, 1836
- Cinnyris teysmanni Büttikofer, 1893
- Краснопоясная нектарница Cinnyris tsavoensis van Someren, 1922
- Нектарница-монашка Cinnyris ursulae (Alexander, 1903)
- Cinnyris usambaricus Grote, 1922
- Разноцветная нектарница Cinnyris venustus (Shaw, 1799)
- Cinnyris whytei Benson, 1948

## Распространение
Представители рода встречаются в Африке, тропической Азии и Австралии.